# كورت طوماس
كورت طوماس (بالإنجليزية: Kurt Thomas)‏ هو لاعب جمباز فني أمريكي، ولد في 29 مارس 1956 في ميامي في الولايات المتحدة.

## وصلات خارجية
- كورت طوماس على موقع الاتحاد الدولي للجمباز (biography) (الإنجليزية)
- كورت طوماس على موقع اللجنة الأولمبية الدولية (الإنجليزية)
- كورت طوماس على موقع أوليمبيديا (الإنجليزية)
- كورت طوماس على موقع IMDb (الإنجليزية)
- كورت طوماس على موقع أول موفي (الإنجليزية)
- كورت طوماس على موقع قاعدة بيانات الفيلم (الإنجليزية)
- كورت طوماس على موقع كينوبويسك (الروسية)